# 聖埃斯特萬 (智利)

聖埃斯特萬（西班牙語：San Esteban），是智利的城市，位於該國中部科金博大區的洛斯安第斯省，面積1,361.6平方公里，海拔高度831米，2012年人口17,090人，人口密度每平方公里13人。
32°47′57″S 70°34′49″W / 32.79917°S 70.58028°W